# 雷兹德维亚内
雷兹德维亚内（羅馬化：Ryzdvyanyy）是俄罗斯斯塔夫罗波尔边疆区的市级镇，属伊佐比利内区管辖。地处斯塔夫罗波尔边疆区西部，位于区行政中心伊佐比利内东南、州府斯塔夫罗波尔北偏西方。镇东部设有同名铁路车站。
该镇坐落于斯塔夫罗波尔高地北部，最初为铁路车站，后来发展成聚居地。该地2022年人口有7,341人；2010年人口7,710；2002年人口7,468；1989年人口6,284。